# ドーチェスター・タウンFC
ドーチェスター・タウン・フットボール・クラブ（Dorchester Town Football Club）は、イングランド、ドーセット州ドーチェスターを本拠地とするサッカークラブチームである。2017-2018シーズンはサザンフットボールリーグ・プレミアディヴィジョン（7部相当）に所属。

## タイトル

### 国内タイトル
- サウザンリーグ・サウザンディヴィジョン：2回
1979-1980,1986-1987
- サウザンリーグ・イースタンディヴィジョン：1回
2002-2003

### 国際タイトル
- なし

## 歴代所属選手
- グラハム・ロバーツ 1978-1979
- マーティン・チバース 1980
- ダニー・イングス 2010
- キーファー・ムーア 2013